# Autobus chiesa
La definizione autobus chiesa si riferisce a tre veicoli speciali realizzati tra il 1951 e il 1959. Allestiti internamente come una cappella, essi vennero utilizzati come chiese itineranti sino ai primi anni Sessanta per fornire assistenza religiosa in nuove aree urbane italiane ancora sprovviste di edifici di culto.

## Storia
Nel 1950, in occasione dell'Anno Santo, papa Pio XII lanciò un appello per l'estensione delle attività religiose nelle grandi borgate periferiche sorte spontaneamente attorno a Roma, prive di chiese.

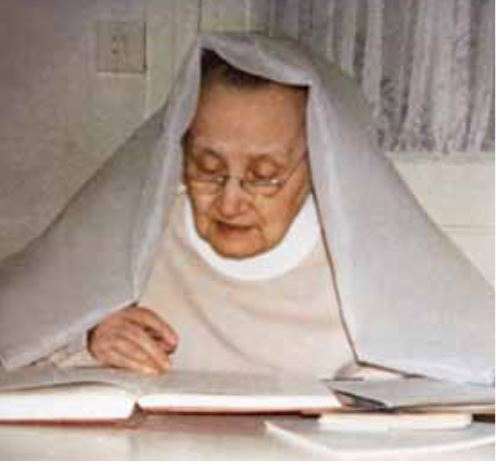
La Superiora Maria Oliva Bonaldo

Le difficoltà organizzative, legate alla mancanza di mezzi di trasporto e di locali da utilizzare allo scopo, spinsero Suor Maria Oliva Bonaldo (1893-1976), fondatrice e Superiora Generale dell'ordine religioso delle Figlie della Chiesa, a decidere di avvicinare la Chiesa alla popolazione laddove non fosse possibile il contrario. 
Da queste esigenze nacque l'idea di realizzare una chiesa itinerante, opzione meno costosa rispetto alla costruzione di locali prefabbricati. Con questo specifico intento, nel 1951 la madre Superiora si recò dapprima a Milano e poi a Torino per informarsi sui costi di un autotelaio con relativo motore, da fare in seguito carrozzare secondo un apposito progetto di chiesa itinerante, che avrebbe dovuto realizzare la carrozzeria di Varese Bianchi & C., già fornitrice di autoveicoli per la Santa Sede, che si dichiarò disponibile.

Papa Giovanni XXIII benedice gli autobus chiesa nel 1959, in occasione della realizzazione dell'ultimo esemplare

Soltanto in questa fase la congregazione ottenne tutte le necessarie autorizzazioni dall'autorità ecclesiastica e avviò una campagna di raccolta fondi, sostenuta anche da Pio XII. Raggiunta la somma utile all'acquisto del telaio di un Fiat 642 con il relativo motore, il 13 ottobre 1952 essi vennero consegnati alla carrozzeria che, allestito il mezzo, lo fece benedire dal parroco di Sant'Ambrogio Olona il successivo 29 novembre.
Il primo autobus venne nominato Assunta e, dopo una prima sosta a Milano, il 5 dicembre del 1952 partì per Roma. L'autobus fece tappa in diverse città come Bologna e in altre località delle Marche e dell'Umbria, per giungere il 18 dicembre in Vaticano, accolto nel cortile di San Damaso da Pio XII, che celebrò la prima messa a bordo. 
Infine il singolare veicolo, che la stampa dell'epoca battezzò "chiesa motorizzata" o "chiesa viaggiante", venne condotto nei sobborghi periferici della capitale ancora sprovvisti di chiese e successivamente, per le celebrazioni del Natale, giunse a Cecchina, un popoloso borgo a sud di Roma dove le suore operavano e dove venne costruita anche un'apposita rimessa per la custodia e la manutenzione del mezzo.

Progetto dell'autobus chiesa

L'autobus Assunta nella periferia romana

Interni dell'autobus Assunta

Il buon successo di questo primo veicolo portò alla realizzazione di altri due esemplari analoghi. Il secondo, fornito di impianto di diffusione sonora, fu nominato Immacolata e destinato alle periferie di Bologna. Venne inaugurato dal cardinale Giacomo Lercaro il 16 gennaio 1954.
Il terzo veicolo, realizzato con un autotelaio più piccolo, il Tigrotto della OM, entrò in servizio nel 1959 con il nome Teresa del Bambin Gesù e venne destinato al meridione e utilizzato per grandi eventi liturgici o per l'assistenza religiosa in località di vacanza.
Non vi sono notizie in merito alla dismissione di tali autobus, che ragionevolmente si saranno utilizzati sino alla costruzione di edifici di culto nelle varie zone periferiche di Roma e Bologna, città in cui furono sicuramente utilizzati.

## Descrizione
I tre esemplari di autobus chiesa erano dotati di un motore diesel di derivazione Fiat da 55 CV, che consentiva di raggiungere una modesta velocità massima di 55 km/h. Nei primi due mezzi la lunghezza raggiungeva i 12 metri, mentre era di soli 9 metri la versione allestita sulla base del Tigrotto. Per tutti i modelli la guida era a destra e la carrozzeria era caratterizzata da un disegno inedito, sobrio e di colore chiaro, che ricordava i prospetti di una piccola chiesa con una copertura a spioventi, finestrini arcuati e il frontale costituito da un'unica capriata ad arco con una croce latina sulla sommità.
Sul retro due portelloni consentivano di aprire completamente l'abitacolo per rendere possibile l'accesso al suo interno, dove erano sistemate due file di sedili trasformabili in inginocchiatoi, un altare con tabernacolo e ambone per la celebrazione liturgica, nonché un piccolo confessionale. Ogni veicolo fu inoltre dotato di campane fuse in bronzo e di diffusione sonora.